# アールジー・タウンFC
アールジー・タウン・フットボールクラブ（Arlesey Town Football Club）はイングランド、ベッドフォードシャー州、ミッド・ベッドフォードシャー、アールジーを本拠地とするサッカークラブチームである。2017-2018シーズンはサザンフットボールリーグ・ディヴィジョン1・セントラルに所属。

## タイトル

### 国内タイトル
- FAヴェイス:1回

1994-1995
- ユナイテッド・カウンティーズリーグ:1回

1984-1985
- サウスミッドランズリーグ・プレミアディヴィジョン:1回

1993-1994
- スパルタン・サウスミッドランズリーグ・プレミアディヴィジョン:1回

1999-2000
- イスミアンリーグ・ディヴィジョン3:1回

2000-2001
- サウザンリーグ・ディヴィジョン1セントラル:1回

2010-2011
- ベッドフォードシャー・シニアカップ:5回

1965-1966,1978-1979,1996-1997,2003-2004,2009-2010
- ベッドフォードシャー・プレミアカップ:2回

1983-1984,2001-2002

### 国際タイトル
- なし